# بروستر هیل (نیویورک)
بروستر هیل (به انگلیسی: Brewster Hill) یک منطقهٔ مسکونی در ایالات متحده آمریکا است که در شهرستان پوتنام، نیویورک واقع شده‌است. بروستر هیل ۲٫۵ کیلومتر مربع مساحت و ۲٬۰۸۹ نفر جمعیت دارد و ۱۸۸ متر بالاتر از سطح دریا واقع شده‌است.